# Constitution française de 1791
Pour l’article homonyme, voir Constitution polonaise du 3 mai 1791.
 (février 2017).
Lire en ligne

Consulter

Articles constitutionnels de 1789 Constitution de l'an I (Convention nationale, 1793)
La Constitution française du 3 septembre 1791 est la première expérience d’un régime libéral en France. Elle apparaît en période révolutionnaire et institue une monarchie constitutionnelle.
Ce texte, promulgué deux ans après la Déclaration des droits de l'homme et du citoyen et les Articles de constitution de 1789, est la première constitution écrite qui transfère la souveraineté du roi à la Nation. Les prérogatives du roi deviennent les prérogatives de la nation que le roi exerce au nom de cette dernière.
Fondée sur les principes de la souveraineté de la Nation et de la séparation des pouvoirs (ou, plus précisément, de l'équilibre des pouvoirs), néanmoins fondée sur le suffrage censitaire et non sur le suffrage universel.
La constitution est l'œuvre de l'Assemblée nationale constituante issue des États généraux. Les auteurs distinguent, au sein de son élaboration, trois phases : l'élaboration des bases de la constitution, qui débute le 6 juillet 1789 et prend fin le 1er octobre ; la poursuite de l'œuvre constitutionnelle ; et la révision.
La constitution entre en vigueur le 14 septembre 1791 avec la prestation de serment de Louis XVI. Son entrée en vigueur met fin à la « République de fait » établie, à la suite de la fuite à Varennes, avec la suspension du roi,,.
Le régime politique instauré par la constitution n'a plus rien de commun avec la monarchie absolue de l'Ancien Régime. Sa nature a été et reste discutée. Le débat porte sur l'intention des constituants. La constitution est d'ordinaire présentée comme instaurant une « monarchie constitutionnelle ». Mais des auteurs ont contesté l'emploi de « monarchique » pour qualifier le nouveau régime : tel est le cas de Raymond Carré de Malberg. D'autres auteurs, tels Boris Mirkine-Guetzévitch, François Furet et Ran Halévi, considèrent qu'elle instaure une « monarchie républicaine ». Stéphane Rials considère qu'elle instaure un « régime à exécutif monarchique »,. Guillaume Glénard qualifie celui-ci de « monarchie constitutionnalisée ».
La constitution n'est pas applicable dans les colonies et autres possessions françaises,.
Dans le royaume, son application est suspendue par la journée du 10 août 1792. La Législative suspend le roi et lui substitue un Conseil exécutif provisoire. La suspension devient définitive. Le 13 août, le roi et sa famille sont conduits au Temple. Le 15 août, la Législative charge le Conseil exécutif provisoire « de toutes les fonctions de la puissance exécutive ».

## Origines de la Constitution de 1791
Les origines de la Constitution de 1791 sont multiples ; elle est issue de la révolution anglaise de 1688-1689 qui avait renversé les Stuart pour établir une monarchie parlementaire, de mouvements de pensées philosophiques et politiques hérités des Lumières et du mouvement appelé ultérieurement révolution atlantique.
Les constituants de l’Assemblée nationale, issue des États généraux réunis en 1789 par Louis XVI, jurent le 20 juin de la même année lors du serment du Jeu de paume de ne pas se séparer avant la rédaction et l’adoption d’une constitution. Leur inspiration et leur détermination sont essentiellement de nature politique et philosophique. Après les journées des 5 et 6 octobre, les articles de constitution de 1789 sont promulgués par le roi.

### Les inspirations

#### Politiques
Les constituants ont à l’esprit la Révolution anglaise de 1688-1689 qui, par le Bill of Rights de 1689, propose déjà un modèle de monarchie très modérée et dont les pouvoirs sont distribués entre, d’un côté, le monarque et, de l’autre, un Parlement bicaméral et représentatif. Cette révolution avait été étudiée notamment par John Locke dans ses deux traités sur le gouvernement civil (1690). Son principe directeur (la séparation des pouvoirs qui devait remplacer la société d'ordres) avait été théorisé et proposé par Montesquieu dans De l'Esprit des Lois. Dans les faits, l'Assemblée nationale, puis la Convention, concentreront les trois pouvoirs.
Les constituants s’inspirent également des récents exemples des constitutions fédérées américaines traduites très tôt par Pierre Samuel du Pont de Nemours.

### La détermination
L'objectif de la constitution de 1791 est résumé dans l'article 16 de la Déclaration des droits de l'homme et du citoyen de 1789 :
« Toute Société dans laquelle la garantie des Droits n’est pas assurée, ni la séparation des Pouvoirs déterminée, n’a point de Constitution ».
Ainsi, l'objectif est la mise en place d'un État libéral qui respecte et garantit les droits individuels des citoyens (ces droits étant annoncés par la constitution dite « sociale »). Cet objectif qui ne peut être réalisé que si est assurée en parallèle une « limitation du pouvoir par le pouvoir » (Montesquieu), c’est-à-dire une séparation des différents pouvoirs déterminée dans la constitution dite « politique ».
Afin d'entériner l'équilibre entre les pouvoirs du Roi et les organes de contrôle, d'entériner aussi les droits garantis aux citoyens, une constitution écrite, jugée par les révolutionnaires plus rigide qu'une constitution coutumière, est rédigée.

## Élaboration
Le 20 juin 1789, alors qu'elle ne comprend encore que le Tiers-État et une partie du Clergé, l'Assemblée nationale prend l'arrêté auquel l'histoire donne le nom de Serment du Jeu de paume. Elle s'y déclare « appelée à fixer la constitution du royaume, opérer la régénération de l'ordre public et maintenir les vrais principes de la monarchie » et s'y engage à « ne jamais se séparer, et [à] se rassembler partout où les circonstances l’exigeront, jusqu'à ce que la constitution du royaume soit établie sur des fondements solides ».
Cet engagement mettra quelque temps pour être tenu, puisque plus de deux ans s'écouleront du 20 juin 1789 au 3 septembre 1791, date du vote final de la Constitution.
Le 6 juillet 1789, l'Assemblée nationale crée un comité de constitution de trente membres nommés par les trente bureaux de l'Assemblée. Ses membres sont Jean-Nicolas Démeunier (bureau no 1), Jean de Turckheim (no 2), Emmanuel Fréteau de Saint Just (no 3), François-Henri de Virieu (no 4), Jérôme Pétion de Villeneuve (no 5), Pierre-Hubert Anson (no 6), Jean-Paul Rabaut Saint-Étienne (no 7), Jean-Joseph Mounier (no 8), Anne-Antoine-Jules de Clermont-Tonnerre (no 9), Claude Régnier dit Régnier de Nancy (no 10), Gérard de Lally-Tollendal (no 11), Jean-André Périsse-Duluc (no 12), Gabriel Ricard de Séalt (no 13) Jean-Louis Emmery (no 14), d'André (no 15), Augustin Ulry (no 16), Nicolas Bergasse (no 17), Charles-François Bouche (no 18), Jean Sylvain Bailly (no 19), Constantin Chassebœuf de Volney (no 20), Louis-Marie de La Révellière-Lépeaux (no 21), Théodore Vernier de Montorient (no 22), Charles Brassart (no 23), Alexandre de Lameth (no 24), Jacques Vaillant (no 25), Jacques-Marie Glezen (no 26), Lanjuinais (no 27), Jérôme Legrand (no 28), Jean-Baptiste Treilhard (no 29) et Charles Brocheton (no 30). Le président de l'Assemblée nationale, l'archevêque de Vienne, Jean-Georges Lefranc de Pompignan, en rend compte le 7 juin.

### Les articles constitutionnels de 1789
Le 9 septembre 1789, la Constituante décrète que l'Assemblée nationale sera permanente et, le lendemain, qu'elle ne sera composée que d'une chambre unique. Le bicamérisme à l'anglaise défendu notamment par Lally-Tollendal a été rejeté massivement par l'Assemblée nationale (849 contre ; 89 pour ; 122 abstention). Elle ajoute, le 12 septembre, que chaque législature sera de deux ans et, le 14 septembre, que le renouvellement de chaque législature sera fait en totalité.
Le 11 septembre, elle décrète que le roi peut refuser son consentement aux actes du Corps législatif et que, dans le cas où le roi refusera son consentement, ce refus ne sera que suspensif.
Le 23 septembre, la Constituante décrète cinq articles constitutionnels. Le premier dispose que « le pouvoir exécutif suprême réside exclusivement dans les mains du roi ». Trois autres articles, proposés par Frétaud, disposent respectivement que « tous les pouvoirs émanent de la Nation, et ne peuvent émaner que d'elle », que « le pouvoir législatif réside dans l'Assemblée nationale, composée des représentants de la Nation, librement et légitimement élus » et qu'« aucun acte du Corps législatif ne pourra être réputé loi, s'il n'est consenti par les représentants de la Nation, et sanctionné par le roi ». Le cinquième article dispose que « le pouvoir judiciaire ne pourra, en aucun cas, être exercé par le roi, ni par le Corps législatif ; mais [que] la justice sera rendue au nom du roi par les tribunaux établis par la loi, suivant les principes de la constitution ».
Le 5 octobre, l'essentiel est acquis, avec la rédaction de la Déclaration des droits de l'homme et du citoyen, ainsi que des dix-neuf articles concernant le roi, l'assemblée nationale et les ministres. L'assemblée, sur la proposition de Mirabeau, décide de soumettre les textes à l'acceptation du roi. Comme toujours, celui-ci hésite d'abord, puis accepte dans la tumultueuse journée du 5 octobre. Ainsi, une constitution rudimentaire, mais suffisante, peut être appliquée.

### La codification-révision
Le 23 septembre 1790, Le Chapelier propose à la Constituante la codification des décrets constitutionnels déjà adoptés : à cet effet, la Constituante décrète la création d'un comité dit de révision, chargé d' « examiner tous les décrets [antérieurs] », de « séparer ceux qui forment proprement la constitution, de ceux qui ne sont que législatifs ou réglementaires », de « faire en conséquence un corps de lois constitutionnelles », de « vérifier la rédaction des articles, afin de rectifier les erreurs qui auraient pu s'y glisser ».
La motion ne reçoit pas immédiatement satisfaction. Il reste, en effet, nombre de questions qui n'ont pas été discutées. D'autre part, à la suite des événements du Champ-de-Mars, du 17 juillet 1791, le triumvirat Duport, Barnave et Alexandre de Lameth, ainsi que les Fayettistes, obtiennent une révision des décrets constitutionnels dans un sens favorable aux pouvoirs du roi et au resserrement de l'électorat.
Aussi est-ce seulement le 5 août 1791 que Thouret peut présenter à la Constituante le projet de constitution codifiant les décrets déjà adoptés, rectifiés et révisés selon le vœu de Le Chapelier.
La discussion reprend. Quelques adjonctions, quelques rectifications d'importance interviennent.

### L'adoption
Le 1er septembre 1791, du Pont de Nemours propose à la Constituante de « déclare[r] que la Constitution est terminée, et qu'elle ne peut y rien changer ». Roederer demande que la Constituante délibère sur le champ. Salle et Muguet de Nanthou appuient la motion de Roederer. Mais Frochot demande que la délibération soit reportée. Camus propose alors à la Constituante de « décréte[r] que l'acte constitutionnel ne sera présenté au roi que lorsqu'il aura été relu [par la Constituante et que celle-ci] aura déclaré qu'elle n'y changera rien, et qu'elle ne permettra pas qu'il y soit apporté aucun changement ni modification ».
Le 3 septembre 1791, Lanjuinais, afin de couper court aux manœuvres dilatoires, fait adopter une motion par laquelle la Constituante « déclare que la Constitution est terminée, et qu'elle ne peut y rien changer ».

### La présentation au roi
Antoine d'André et Paul de Lavie font adopter par la Constituante des motions tendant à ce que le président nomme, à l'instant, une députation de soixante membres pour présenter, dans le jour, sans discours, la Constitution au roi. Le président nomme Jacques-Guillaume Thouret, Adrien Duport, Jean-Nicolas Démeunier, Le Chapelier, Emmanuel-Joseph Sieyès, Pétoa, La Métherie, Crillon jeune, Merlin, Babey, Trenbard, Arnoult, La Rochefoucauld, Étienne Schwendt, Blancar, d'André, Henri Pougeard du Limbert dit Pougeard-Dulimbert, Antoine de Mailly dit Mailly-Châteaurenaud, Couppé, Broglie, Lesterpt, Bertrand Barère dit Barère-Vieuzac, Michel Gérard, Dominique Garat dit Garat-Cadet ou Garat-Jeune, Lavie, Malo, Camus, Lapoule, François Tronchet, Bon Briois de Beaumetz dit Briois-Beaumetz, Alexandre de Lameth, Rabaud, Charles-Maurice de Talleyrand-Périgord, Target, Buzot, Barnave, Augustin Le Goazre de Kervélégan dit Kervélégan, Monaeron aîné, François Mathieu de Rondeville dit Mathieu-Rondeville, Jean Brillat-Savarin, Charles Christin, François Boissonnot, Mollien, Chabroud, Liancourt, Long, Chaillon, Darche, Antoine Mougins de Roquefort dit Mougins-Roquefort, Guillaume, Louis de Bouteville du Metz dit Boutteville-Dumetz, Pierre-François Gossin, Marchais, Michel Regnaud dit Regnaud de Saint-Jean d'Angély, Gourdan, Prévost, Prieur et Henri d'Arnaudat dit Darnaudat.

### L'acceptation par Louis XVI
Durant la fuite de Varennes (fin juin 1791), la Constituante démet Louis XVI de ses fonctions. Le 16 juillet suivant, elle proroge la suspension de ses pouvoirs (mais le maintient à sa fonction) jusqu'au moment où, la Constitution étant achevée, elle lui sera présentée.

C'est dans ce contexte que, le 13 septembre 1791, Louis XVI accepte la constitution par un message adressé à la Constituante : 

« Messieurs, j'ai examiné attentivement l'Acte constitutionnel que vous avez présenté à mon acceptation. Je l'accepte, et le ferai exécuter. [...] J'ai pensé, Messieurs, que c'était dans le lieu même où la Constitution a été formée que je devais en prononcer l'acceptation solennelle : je me rendrai, demain à midi, à l'Assemblée nationale. »

— Louis XVI, Lettre à l'Assemblée nationale en date du 13 septembre 1791.

Le lendemain, 14 septembre, Louis XVI réitère son acceptation et prête serment à la constitution : 

« Messieurs, je viens consacrer ici solennellement l'acceptation que j'ai donné à l'Acte constitutionnel. En conséquence, je jure d'être fidèle à la Nation et à la Loi, à maintenir la Constitution décrétée par l'Assemblée nationale constituante, et à faire exécuter les lois. [...] »

## Entrée en vigueur

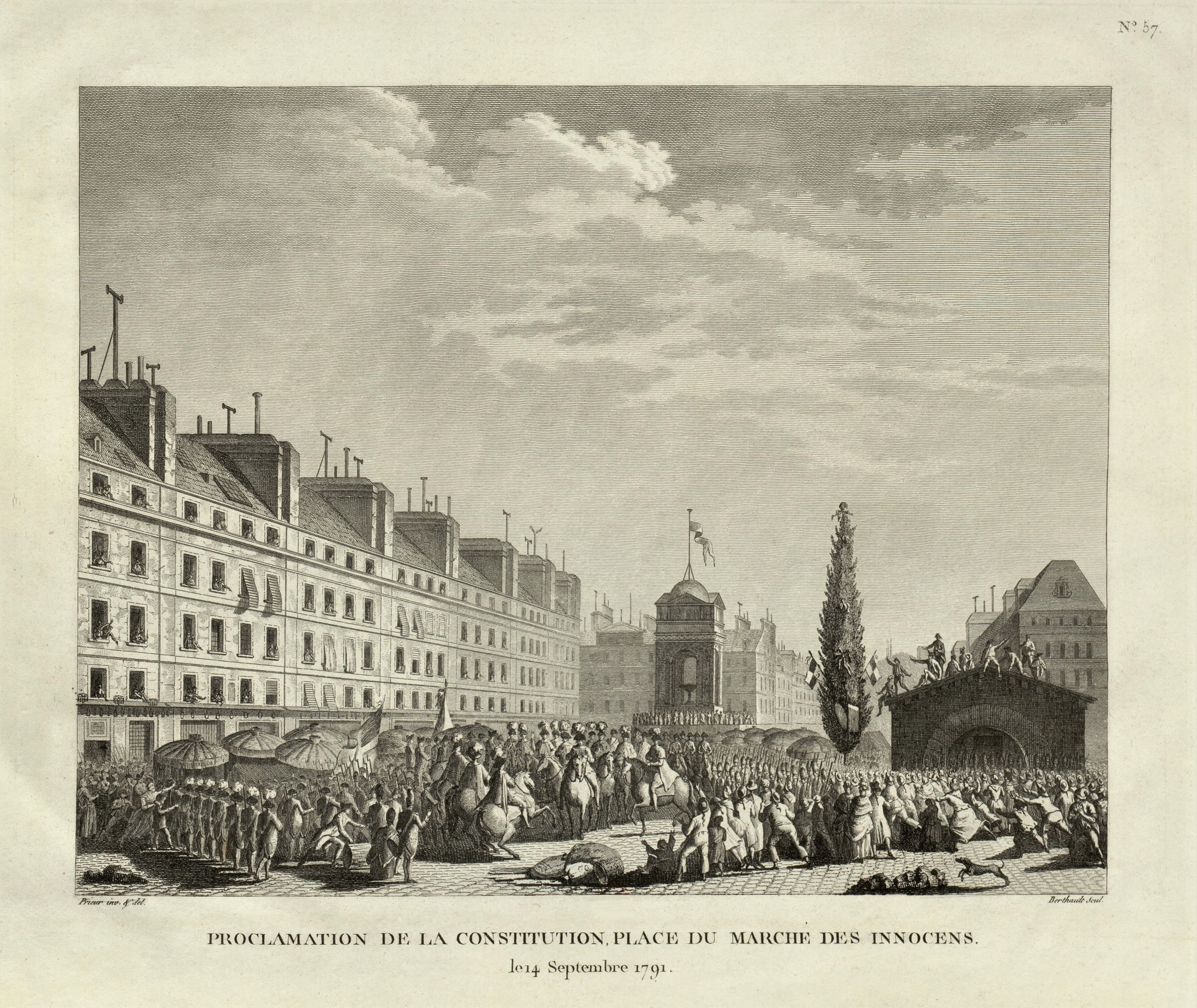
Proclamation de la Constitution sur la place du marché des Innocents, septembre 1791.
Gravure de Pierre-Gabriel Berthault d'après un dessin de Jean-Louis Prieur, Tableaux historiques de la Révolution française, Paris, BnF, département des estampes, 1802.

La constitution est promulguée par une loi datée du 14 septembre 1791. Elle est ensuite publiée.
La constitution est en vigueur au plus tard le 1er octobre 1791, date à laquelle le Tribunal de cassation annule deux décisions de justice qu'il juge contraires à des dispositions de « la loi constitutionnelle de l'État ».

## Plan
La constitution est précédée de la Déclaration des droits de l'homme et du citoyen du 26 août 1789.
Elle est divisée en un préambule et sept titres, dont certains sont subdivisés en sections et qui comprennent, en tout, deux cent neuf articles.

## La constitution

### L'abolition de l'Ancien Régime
Le préambule de la constitution « abolit irrévocablement » les institutions de l'Ancien Régime contraire à « la liberté et à l'égalité des droits », à savoir : la noblesse, la pairie, les distinctions d'ordre, la vénalité et l'hérédité des offices, les jurandes et corporations de professions, arts et métiers.

### La souveraineté nationale
Le suffrage est dit censitaire, c'est-à-dire que les hommes de plus de 25 ans qui ne sont pas en situation de dépendance (domestiques) et qui paient un cens au moins égal à la valeur de trois journées de travail sont déclarés « citoyens actifs ». Les autres demeurent « citoyens passifs ». Les femmes sont d'emblée privées du droit de vote en raison de leur incapacité civile. Sur 28 millions d'habitants, environ 10 millions sont des électeurs potentiels, mais seulement 4 millions d'entre eux pourront aller aux urnes. Être électeur, c'est donc exercer une fonction, et non disposer d'un droit.
Le titre III de la Constitution définit aussi la qualité de citoyen : ce sont des personnes physiques déléguées par la nation chargées de vouloir en son nom par représentation. Les électeurs sont donc aussi des représentants.

### Le Royaume

#### Unité et indivisibilité du Royaume
Titre 2, Article 1 : « Le Royaume est un et indivisible : son territoire est distribué en quatre-vingt-trois départements, chaque département en districts, chaque district en cantons ».
Titre 3, Article 1 : « La Souveraineté est une, indivisible, inaliénable et imprescriptible. Elle appartient à la Nation ; aucune section du peuple, ni aucun individu, ne peut s'en attribuer l'exercice ».

#### Distribution du territoire
La Constitution disposait, à l'article premier de son titre II, que le « territoire [du Royaume] est distribué en […] départements, chaque département en districts, chaque district en cantons ».

#### Distinction du Royaume et de l'Empire français
La Constitution disposait, à l'alinéa 2 de l'article 8 de son titre VII, que : « Les colonies et possessions françaises dans l'Asie, l'Afrique et l'Amérique, quoiqu'elles fassent partie de l'Empire français, ne sont pas comprises dans la présente Constitution ». Ce faisant, elle distinguait l'Empire français du Royaume proprement dit. L'Empire français comprenait le Royaume, d'une part, et les « colonies et possessions françaises », d'autre part. Celles-ci, bien que faisant, pour ainsi dire, « partie [intégrante] de l'Empire français », étaient considérées comme « extérieures » au Royaume proprement dit. Il en résultait qu'elles étaient distraites de l'empire de la Constitution. Était ainsi énoncé le principe dit de la spécialité de législation.

### L’organisation des pouvoirs

#### Le pouvoir exécutif

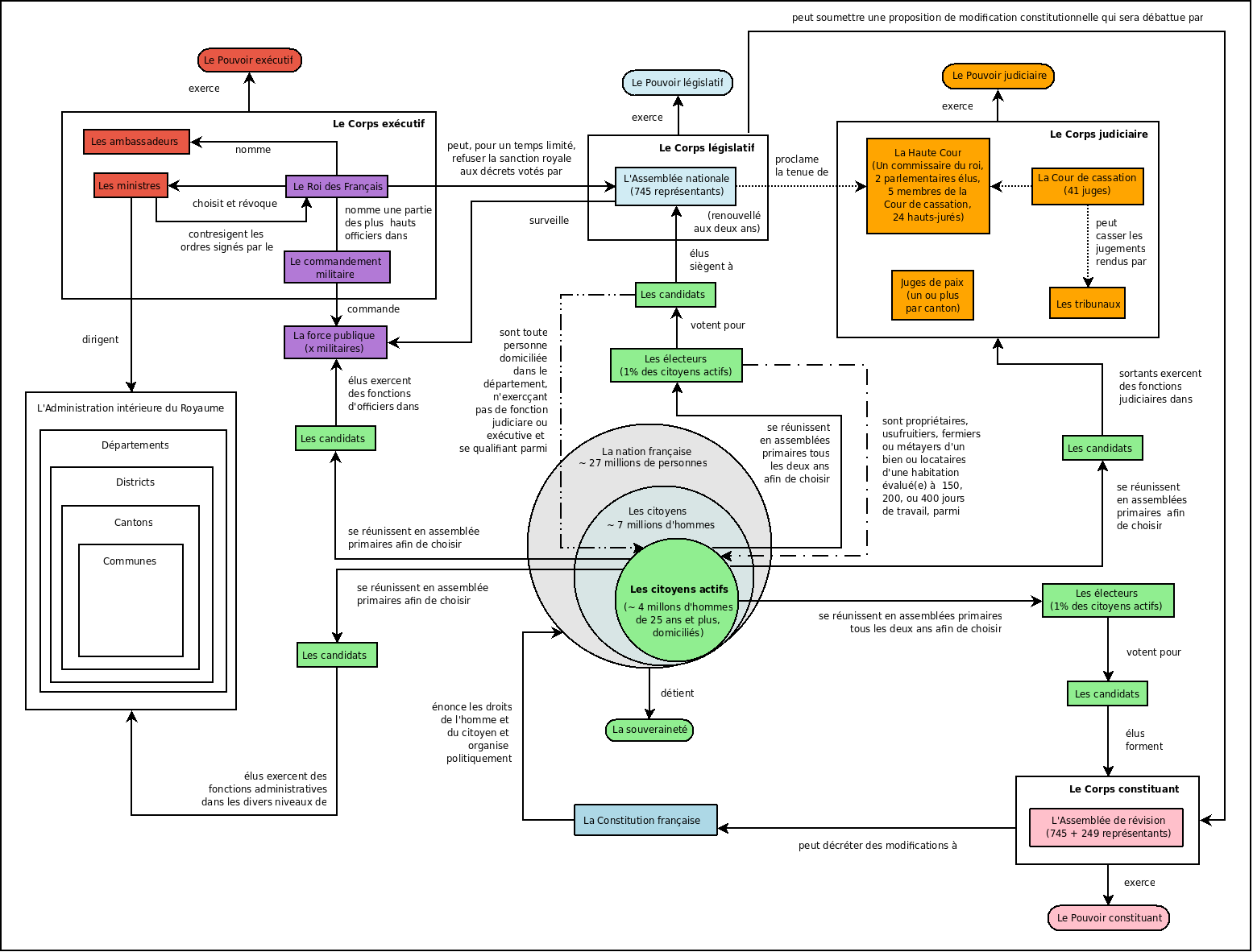
Diagramme de la constitution de 1791.

Le « statut constitutionnel » du roi est un « statut double »,, correspondant à son « dédoublement fonctionnel ». Le roi réunit, en effet, en sa personne, deux qualités : celle de « représentant » et celle de « premier fonctionnaire public ». L'article 2 du préambule du titre III de la constitution lui attribue la première, ainsi qu'à l'Assemblée nationale législative. Un décret du 28 mars 1791 lui attribue la seconde,,.
Le roi est chef de l’exécutif. Jusque-là, la royauté était d’essence divine depuis le baptême de Clovis Ier tout à la fin du Ve siècle. Avec la Constitution de 1791, le pouvoir n’est plus de droit divin, mais relève de la souveraineté de la Nation incarnée par la personne du Roi.
Le Roi doit jurer fidélité à la Constitution, il est également irresponsable et sa personne inviolable. Il n’a d’autorité qu’à travers ses ministres qui contresignent ses décisions, lesquels ministres ne sont responsables politiquement que devant le roi (même si les parlementaires peuvent les mettre en accusation devant la Haute Cour nationale pour mettre en jeu leur responsabilité pénale).
La Constitution reconnaît au Roi deux prérogatives essentielles : il dirige la politique extérieure — l’Assemblée nationale ratifie les traités — et il possède, en vertu du principe de séparation des pouvoirs tel qu’il a été émis par Montesquieu, le droit de veto suspensif et temporaire valable pour deux législatures de l’Assemblée (deux fois deux ans, soit 4 ans au maximum). Les questions financières ne sont pas assujetties à ce droit de veto.
Le roi nomme les ministres et il nomme à la haute fonction publique et militaire.
Le roi détient le « pouvoir exécutif suprême » dont la fonction première est de promulguer les lois.
Le roi est le « chef suprême de l'administration générale du royaume ». En vertu du pouvoir hiérarchique qu'il détient, à ce titre, il a le droit d'annuler les actes des administrateurs de département et de les suspendre de leurs fonctions.
En matière diplomatique, le roi nomme les ambassadeurs.
En matière militaire, le roi est le chef des armées (« chef suprême de l'armée de terre et de l'armée navale »). À ce titre, il confère le commandement des armées et des flottes et les grades de maréchal et d'amiral. Il nomme une partie des officiers généraux.
L'Assemblée nationale législative étant « permanente », le roi n'a ni le droit de la dissoudre ni celui de l'ajourner. Le roi communiquant avec l'Assemblée en exerçant son droit de message, son droit d'entrée à l'Assemblée est réduit : il doit venir y prêter serment de fidélité à la constitution ; il peut, chaque année, faire les séances d'ouverture et de clôture de la session annuelle. Le roi a le droit de convoquer l'Assemblée ; il doit la convoquer dans les cas prévus par celle-ci avant de s'ajourner.
Les ministres contresignent les décisions du Roi. Ce contreseing ministériel implique la responsabilité pénale des ministres. En effet, le corps législatif peut accuser pour n'importe quel motif les ministres. Ce décret d'accusation les suspend de leurs fonctions. Et le corps législatif peut également présenter au roi les conduites des ministres. Dans ce cas, on ne parle plus de responsabilité pénale des ministres mais d'une responsabilité politique. Le roi n’a ainsi d’autorité qu’à travers eux. Ils sont responsables devant le Roi mais pas devant l’Assemblée nationale.

#### Le pouvoir législatif
« Le Pouvoir législatif est délégué à une Assemblée nationale composée de représentants temporaires, librement élus par le peuple, pour être exercé par elle, avec la sanction du roi […] ».
L'Assemblée nationale législative est unicamérale,.
Elle est permanente,. Elle fixe elle-même le lieu de ses séances, la date et la durée de ses sessions. Le roi ne peut la dissoudre, ni l'ajourner.
Elle est élue pour deux ans au suffrage censitaire à deux degrés.
Elle se renouvelle intégralement et de plein droit.
Le nombre des sièges à l'Assemblée nationale législative est 745 pour les 83 départements. Pour l'élection, ce nombre est distribué, entre les départements, en fonction « du territoire, de la population, et de la contribution directe ». En effet, 247 sièges sont distribués entre les départements en fonction de leur superficie : 3 sièges sont attribués à chaque département, à l'exception du département de Paris — c'est-à-dire du département de la Seine —, auquel n'est attribué qu'un siège[pourquoi ?]. D'autre part, 249 sièges sont distribués entre les départements proportionnellement au nombre des citoyens actifs qui y sont domiciliés. Enfin, les 249 sièges restants sont distribués entre les départements proportionnellement au montant de la contribution directe qui leur est affecté. À la suite de l'annexion d'Avignon et du Comtat Venaissin à la France, la loi des 26 – 28 mars 1792 ajoutera trois sièges pour le district de Vaucluse (Avignon) et celui de l'Ouvèze (Carpentras).
Les fonctions de membre de l'Assemblée sont incompatibles avec celles de ministre, d'agent révocable à volonté, de commissaire de la Trésorerie nationale, de percepteur ou de receveur des contributions directes, de préposé à la perception ou aux régies des contributions indirectes ou des domaines nationaux, et d'employé de la maison militaire ou civile du roi.
Les députés sont protégés par une très large autorité : le Corps législatif règle lui-même ses délibérations, le déroulement de ses séances, sa sûreté, etc.
L’Assemblée a seule l’initiative et le vote des lois — lesquelles sont ensuite sanctionnées par le roi — notamment en matière de finance, elle établit et contrôle l’impôt. Elle décide de la guerre ou de la paix et se réunit d’elle-même sans convocation.
Même si le texte de la Constitution prévoit une stricte séparation des pouvoirs, l’Assemblée a la surveillance de l’application administrative des lois : il y a ainsi une immixtion du pouvoir législatif dans le pouvoir exécutif. De plus, par le biais du référé législatif, un juge est obligé de surseoir à statuer s’il considère une loi trop obscure pour l’appliquer. Il doit en demander la signification à l’Assemblée et donc suspendre le procès[réf. souhaitée]. Il y a immixtion du pouvoir législatif dans l’autorité judiciaire.
Enfin, seule l’Assemblée peut décider d’une révision constitutionnelle.

#### Le pouvoir judiciaire
Le chapitre V du titre III de la constitution est relatif au pouvoir judiciaire.
En disposant que « les tribunaux ne peuvent (...) s'immiscer dans l'exercice du pouvoir législatif, ou suspendre l'exécution des lois », l'article 3 du chapitre V énonce un principe que Bernard Pacteau a proposé d'appeler la « séparation des autorités législatives et judiciaires » : il prohibe les arrêts de règlement, interdit aux juges de différer l'entrée en vigueur des lois et écarte le contrôle de constitutionnalité.
Les articles 20 à 22 et 27 du chapitre V traitent du  Tribunal de cassation, créé par la loi des 27 novembre – 1er décembre 1790 qui supprime le Conseil des parties et l'office de chancelier de France. L'article 20 énumère ses attributions, à savoir : les demandes en cassation contre les jugements rendus en dernier ressort par les tribunaux ; les demandes en renvoi d'un tribunal à un autre, pour cause de suspicion légitime ; les règlements de juges et les prises à partie contre un tribunal entier.
Les Assemblées départementales élisent les magistrats du Tribunal de Cassation et de la Haute Cour. Cette élection garantit ainsi l’indépendance du pouvoir judiciaire par rapport au pouvoir exécutif et au pouvoir législatif.

#### L'administration territoriale
L'administration territoriale est assurée par les départements et les districts ainsi que les communes. La constitution traite des départements et des districts à la section II du chapitre IV de son titre III. Elle consacre trois articles — les articles 8 à 10 de son titre II — aux communes.
Créés par la loi des 22 décembre 1789 – janvier 1790, les départements et les districts ne disposent pas de la personnalité civile. Elle sera déniée aux départements jusqu'en 1834.
La Constituante semble percevoir les communes comme des « associations d'habitants », auxquelles elle reconnaît un « pouvoir municipal »,.

#### La force publique
Le titre IV de la constitution est relatif à la force publique. Elle se compose des armées de terre et de mer, de la « troupe spécialement destinée au service de l'intérieur » — c'est-à-dire la gendarmerie nationale, — et de la garde nationale.

#### En pratique

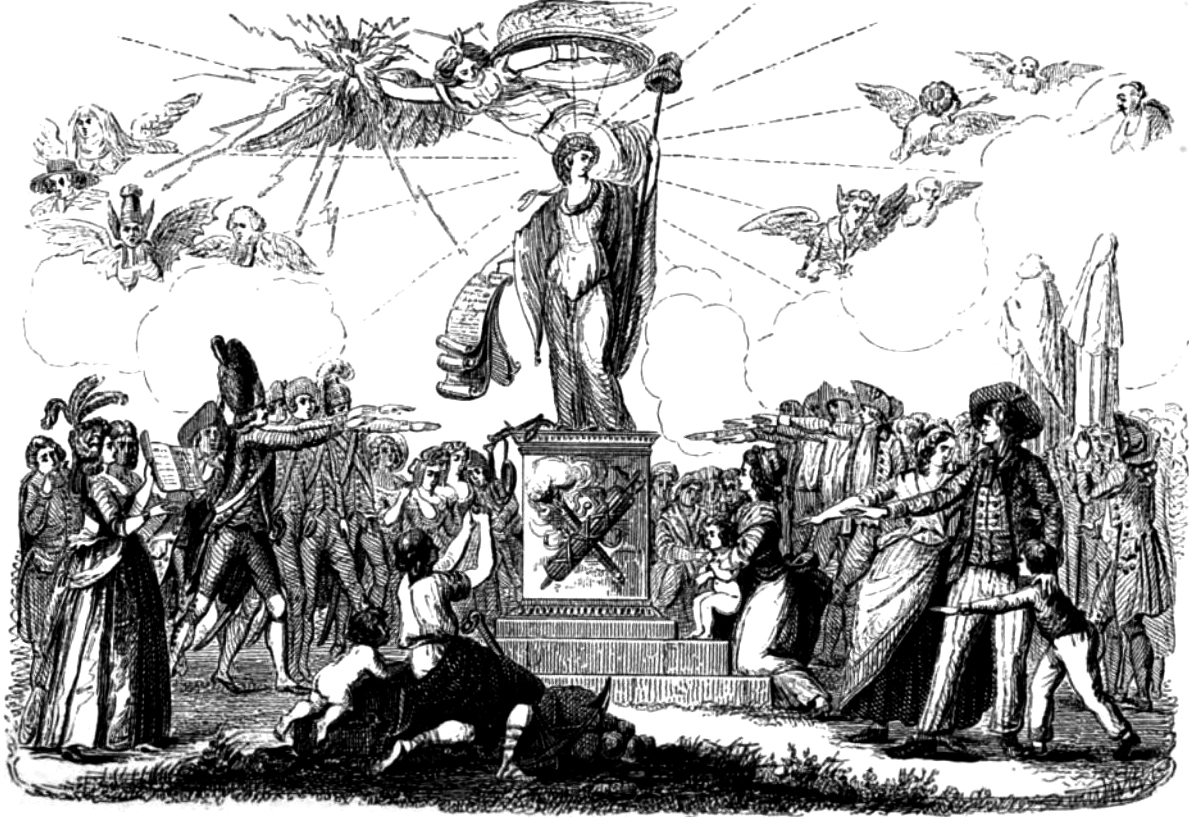
L’acceptation de la Constitution de 1791.

##### Prépondérance du législatif
L'Assemblée législative bénéficie des pouvoirs essentiels.
L’Assemblée représente la nation souveraine. Elle est composée d’une chambre unique, car selon l’analyse de l’époque la souveraineté ne doit pas être divisée. Cette Assemblée, permanente, est composée de 745 députés élus pour deux ans. Elle se réunit à son gré, ne peut pas être dissoute ou prorogée. Elle peut s’ajourner comme elle l’entend. Elle décide elle-même de son règlement, de son fonctionnement, de l’ordre du jour. Ses membres ont seuls l’initiative des lois et ils sont inviolables.
La loi est la norme fondamentale et suprême.
Le Roi et tous les agents publics ne commandent désormais qu’au nom de la loi et toute l’organisation judiciaire, administrative et militaire est établie par la loi.
Aucun domaine de la loi n’est prédéfini : l’Assemblée dispose d’une compétence universelle pour légiférer. En pratique, ce domaine sera conçu de façon très étendue. L’Assemblée législative va régler jusque dans les détails toute l’organisation de l’État.
De plus, l’Assemblée préconise par des « instructions » les conditions d’application de la loi. Le domaine des finances publiques relève de l’Assemblée. L’Assemblée constitue des comités spécialisés qui suivent le fonctionnement des départements ministériels ou interviennent dans l’administration.
L’Assemblée reçoit des pétitions, elle correspond avec les autorités et a le pouvoir d’inviter les fonctionnaires à se justifier en les « citant à la barre » : c’est un contrôle constant du pouvoir exécutif.

#### Soumission du pouvoir exécutif
Le Roi ne règne plus qu’au nom de la loi, par la seule volonté nationale : « Il n’y a point en France d’autorités supérieures à celle de la loi » (Chap.II - « De la royauté de la régence et des ministres »). Selon la Constitution de 1791, « Le Roi ne règne que par elle [la loi] ».
La fonction royale n’est plus qu’une première magistrature de l’État. Tout le patrimoine royal est dévolu à la Nation et désormais le Roi ne reçoit plus qu’un traitement appelé la « liste civile » dont l’administration est confiée à un fonctionnaire désigné par l’Assemblée.
Le Roi doit prêter serment de fidélité à la Constitution. S’il s’abstient, il est considéré comme ayant abdiqué. S’il sort du Royaume ou s’il se met à la tête d’une armée, l’abdication est automatique.
Dans les compétences qui lui sont reconnues, les pouvoirs du Roi sont très limités. Le Roi et son gouvernement ne peuvent faire aucune loi. Il peut seulement prendre des proclamations conformes aux lois pour en ordonner l’exécution.
Malgré tout, les députés reconnaissent au Roi un droit de veto suspensif : droit de différer pendant la durée de deux législatures (4 ans) l’application d’un texte voté par les députés. Passé ce délai, le texte devient applicable. Ce droit de veto est en contradiction avec l’analyse et l’ambiance dominante.
Le Roi est le chef suprême de l’administration du royaume, mais les administrateurs sont élus. Le Roi est responsable des relations extérieures. Il doit veiller au maintien de l’ordre et à la tranquillité publique. Il est le chef suprême de l’armée mais ne peut nommer qu’une toute petite partie des officiers généraux. L’organisation de l’armée relève du domaine de la loi. Concernant le pouvoir judiciaire, les juges sont élus et le pouvoir judiciaire fonctionne en dehors de l’intervention du Roi.
La marge de manœuvre du Roi est donc très limitée en termes d'équilibre des pouvoirs.
La personne du Roi est inviolable et sacrée. Cependant, le Roi peut être poursuivi comme un simple citoyen après avoir abdiqué (s'il émigre durablement, s'il mène une armée contre le Royaume ou s'il refuse de prêter serment). Tous les actes royaux doivent être contresignés par un ministre. Les ministres sont nommés par le Roi mais chaque ministre peut avoir à répondre de chacun de ses actes, sans pouvoir se soustraire à sa responsabilité en invoquant un ordre du Roi. De plus, les ministres sont responsables de tous les crimes et délits contre la sûreté de l’État et contre la Constitution. Ils sont aussi responsables de tout attentat à la liberté et à la propriété.

### La nationalité et la citoyenneté

#### La nationalité
À la suite notamment des travaux de Marguerite Vanel et d'Anne Lefebvre-Teillard, les auteurs s'accordent pour considérer que les dispositions de la constitution relatives à la citoyenneté traitent également de la nationalité. L'article 3 du titre II traite de la nationalité par attribution ; ses articles 3 et 4, de la nationalité par acquisition ; son article 6, de la perte de nationalité.

#### La citoyenneté
Les citoyens sont divisés en deux catégories : les citoyens actifs, qui peuvent participer à la vie politique, et les citoyens passifs.
Cette distinction trouve son origine dans le Préliminaire de la Constitution française où Sieyes avait proposé à l'Assemblée de distinguer deux groupes de citoyens, les passifs et les actifs. Les femmes figurent, du moins en l’état actuel, précisait-il, avec les enfants, les étrangers, ceux qui ne contribueraient en rien à soutenir l'établissement public.
Marat sans clore le débat était plus net dans son projet de déclaration des droits de l'homme et du citoyen en précisant : « Tout citoyen étant membre du Souverain doit avoir droit de suffrage et la naissance seule doit donner ce droit ; mais les femmes et les enfants ne doivent prendre aucune part aux affaires, parce qu'ils sont représentés par les chefs de famille ».
Les qualités ou conditions requises pour être citoyen actif, reprises de la loi des 22 décembre 1789 – janvier 1790, sont les suivantes :
- condition de nationalité : « être né ou devenu français »[N 6],
- condition d'âge, ou de majorité : « être âgé de vingt-cinq ans accomplis »[N 7],
- condition de domiciliation : « être domicilié dans la ville ou dans le canton depuis le temps déterminé par la loi », soit depuis au moins un an[N 8],
- condition de cens : « payer, dans un lieu quelconque du royaume, une contribution directe au moins égale à la valeur trois journées de travail »[N 9],
- condition d'état : « ne pas être dans un état de domesticité, c'est-à-dire de serviteur à gages »[N 10],
- condition de solvabilité : ne pas être failli, banqueroutier ou débiteur insolvable[N 11].

Il y avait en 1791, 4 298 360 citoyens actifs, ce qui représente 61 % des hommes et 15 % de la population française.
Sieyès parlait du vote comme d’une fonction plus que comme d’un droit. En effet, il considérait que la capacité économique des citoyens justifiait leur capacité politique. Ainsi, seuls les plus imposables étaient appelés aux urnes, autrement dit à remplir leur fonction.
L'Assemblée constituante adopte une position libérale quant à l'acquisition de la citoyenneté française. Les conditions exigées des étrangers consistent en une durée minimale de séjour (5 ans) et de la possession de biens - ce que dispense un mariage mixte (cf. Titre II - Art 3). À la génération suivante, le droit du sang l'emporte sur le droit du sol, qui évoque les liens seigneuriaux et le pouvoir absolu. Droit du sol qui est différé, puisque l'enfant d'étrangers né en France, pourra acquérir la nationalité française à l'âge adulte.

## La pratique

### L'effectivité du droit de veto
Louis XVI fit usage de son droit de veto à cinq reprises. Le 12 novembre 1791, il oppose son veto au décret du 9 novembre relatif aux émigrés,,. Le 19 décembre, il l'oppose au décret du 27 novembre relatif aux prêtres assermentés,. Le 20 janvier, il l'oppose au décret du 29 septembre 1791 prévoyant que les huissiers des tribunaux criminels seraient nommés par les présidents de ces juridictions. Le 11 juin 1792, il l'oppose au décret du 5 juin prévoyant qu'une somme de 100 000 livres serait prélevée, sur le fond de 12 millions décrété précédemment pour l'achat de grains à l'étranger, afin d’être versée dans les caisses du département de l'Aisne. Le 12 juin 1792, il l'oppose, d'une part, au décret du 27 mai prévoyant la déportation des prêtres réfractaires sur plainte de vingt citoyens actifs et, d'autre part, à celui du 7 juin ordonnant la formation, près de Paris, d'un camp de 20 000 gardes nationaux recrutés dans les départements,,.

### L'émergence d'une responsabilité politique des ministres
En mars 1792, une motion déclarant que Bertrand de Molleville, ministre de la Marine et des Colonies, a « perdu la confiance de la Nation », est déposée. La Législative la rejette de justesse. Mais, le 8 mars, elle présente au roi des observations sur la conduite de son ministre. Le 10, Louis XVI refuse de le révoquer. La Législative décrète alors la mise en accusation de Valdec de Lessart, ministre des Affaires étrangères. Celui-ci démissionne ainsi que ses collègues.

## L’échec de la monarchie constitutionnelle
Ce régime constitutionnel échoue rapidement, car il révèle très vite ses défauts.

### Les affrontements intérieurs et la guerre
Les perturbations immenses commencées en 1788 et 1789 ne s’apaisent pas. Dès l’été 1789, un climat général de violence s’est établi contre ceux qui sont suspectés d’être hostiles à la Révolution. Les nobles sont suspectés, molestés, et s’exilent. À partir de 1790, le mot d’aristocratie sert à déconsidérer l’adversaire de la Révolution ou tout simplement l’adversaire politique, même s’il n’est pas contre-révolutionnaire. Le mécontentement des paysans est une source de violence qui ne s'apaise pas avec la mise en place de la Constitution. La dégradation de la situation économique se poursuit avec la guerre en 1792. La France rentre dans une économie de pénuries, d’où une fureur populaire suivie de répressions, et le développement du marché noir.
L’Assemblée législative hérite d’une situation délicate sur la question religieuse ; les lois votées par la Constituante le 13 février 1790 (abolition des vœux monastiques) et le 12 juillet 1790 (constitution civile du clergé) sont incomprises par les provinces françaises :
- les fêtes religieuses sont parfois désorganisées,
- le clergé est divisé entre prêtres constitutionnels (jureurs) et prêtres réfractaires,
- en conséquence, le serment des prêtres à la constitution civile ou leur refus à cette même constitution a pour effet d’opposer « deux France ».

Dans les régions où les catholiques et les protestants cohabitent, dès 1790, il y a des troubles politico-religieux. Les six premiers mois de 1791 sont l’objet dans les provinces de grands débats sur les questions religieuses, parfois à l’intérieur même des familles. Louis XVI n’accepte pas le clergé jureur et en 1791–1792, le divorce entre le roi et la Révolution est consommé.
Le mouvement révolutionnaire finit par dépasser ses promoteurs. Les leaders de 1789 (Mirabeau, Mounier, Lafayette…) sont débordés par les têtes fortes de la gauche (Barnave, Marat, Danton, Robespierre, Monge…). Chaque « parti » se porte rapidement aux solutions les plus extrêmes. Lorsque la guerre est déclarée le 20 avril 1792 à l’Autriche, la « gauche » mobilise le courant patriotique au nom de la « Patrie en danger » et considère tous les opposants comme des « traîtres » à châtier. Le dynamisme révolutionnaire, farouchement patriote, se mobilise contre l’Europe des rois. L’année suivante, la Terreur est imposée. L’Assemblée législative élue en septembre 1791 est orientée « plus à gauche » que l’Assemblée constituante et tolère très mal toute résistance royale, même si elle est constitutionnelle. Elle oblige Louis XVI à renvoyer ses ministres modérés et lui impose les siens (Roland et Brissot, leaders des Girondins).

## Les suites

### Traduction en provençal
La constitution sera traduite en provençal par le député du Tiers-État Charles-François Bouche et publiée dans une version bilingue français-provençal sous le titre La Counstitucién Francézo en 1792.

### La suspension du roi
Les groupes révolutionnaires mobilisés dans les clubs diffusent des thèses républicaines et démocratiques, parfois extrémistes.

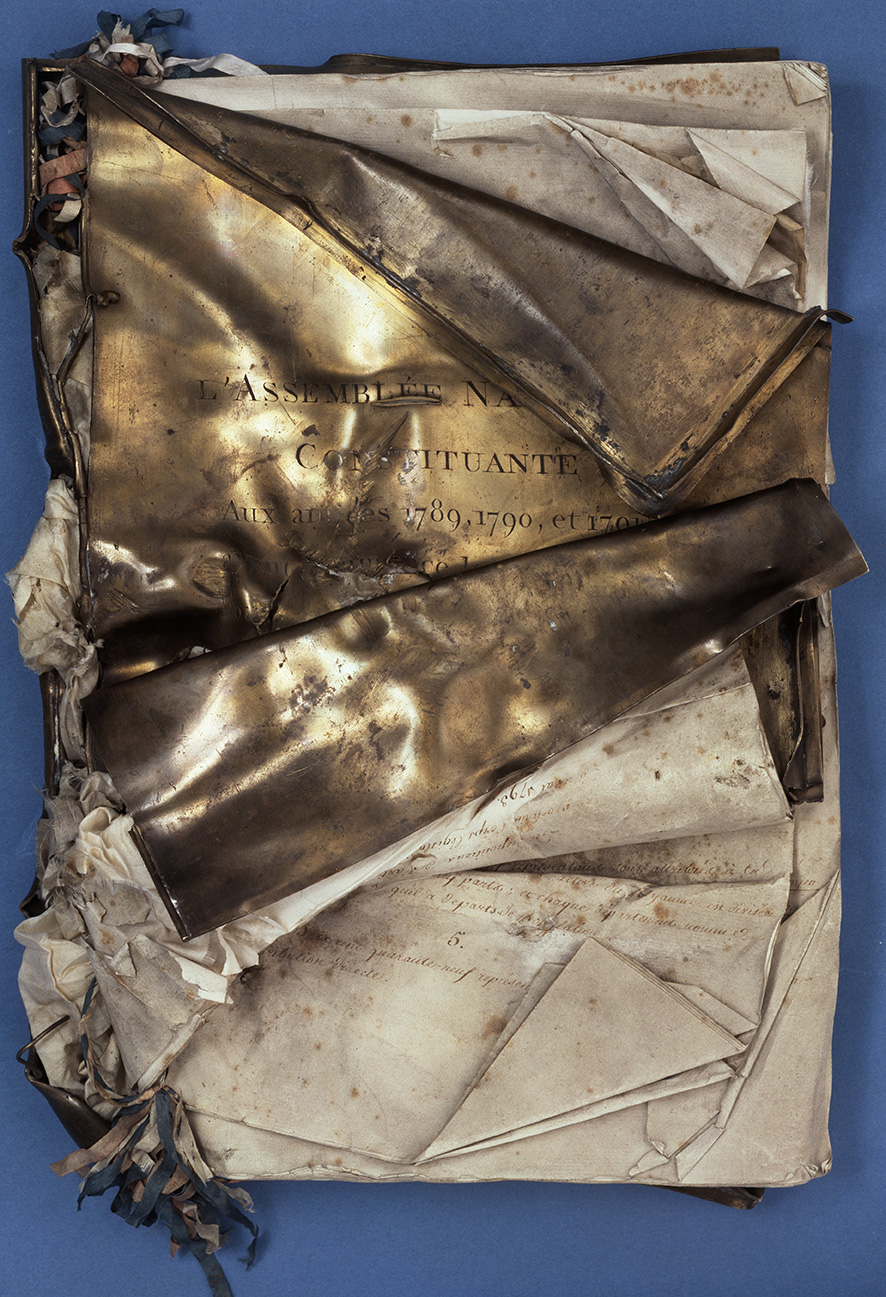
Constitution du 3 septembre 1791, brisée le 5 mai 1793 par le mouton national Archives nationales AE/I/9/2.

Le pouvoir du Roi est anéanti en deux temps :
- Le 10 août 1792, la Commune insurrectionnelle de Paris se constitue et organise l’attaque du palais des Tuileries.
- L’Assemblée est manipulée et les modérés se retirent. Elle décide la suspension du Roi puis son arrestation et le remplacement de ses ministres.
- La monarchie est abolie le 21 septembre 1792.

### Le maintien en vigueur de certaines dispositions constitutionnelles
Les travaux de Jean-Louis Halpérin, complétés par ceux de Jean-Louis Mestres, ont permis d'établir que certaines dispositions de la constitution sont restées en vigueur après la suspension du roi. Le Tribunal de cassation a considéré que la constitution n'a  été intégralement abrogée ni par l'abolition de la royauté, décrétée par la Convention le 21 septembre 1792, ni par l'adoption des constitutions républicaines du 6 messidor an I (24 juin 1793), du 5 fructidor an III (22 août 1795) et du 22 frimaire an VIII (13 décembre 1799). Dans le jugement de l'affaire Tournal, rendu le 28 décembre 1792, le Tribunal se réfère encore à la constitution en la désignant comme « l'Acte constitutionnel ». Mais, dans le jugement de l'affaire Tantormat, rendu le 17 janvier 1793, le Tribunal ne s'y réfère plus qu'en la désignant comme la « loi du 14 septembre 1791 ». La constitution a été, pour ainsi dire, déconstitutionnalisée. La déconstitutionnalisation de la constitution est confirmée par la formule « acte ci-devant constitutionnel ». La formule apparaît, semble-t-il, pour la première fois dans le réquisitoire d'un commissaire du 5 octobre 1793. Le Tribunal la reprend dans le jugement de l'affaire Collin, rendu le 19 ventôse an III (9 mars 1795). Après l'exécution de Louis XVI, le Tribunal s'y réfère encore en la désignation comme la « loi du 14 septembre 1791 ».